# Sipia
Sipia – rodzaj ptaków z rodziny chronkowatych (Thamnophilidae).

## Występowanie
Rodzaj obejmuje gatunki występujące w Ameryce Centralnej i Południowej.

## Morfologia
Długość ciała 13–14,5 cm, masa ciała 22–24 g.

## Systematyka

### Nazewnictwo
Nazwa rodzajowa pochodzi od nazwy Sipí, gminy w departamencie Chocó w Kolumbii.

### Podział systematyczny
Taksony wyodrębnione z Myrmeciza. Gatunkiem typowym jest Pyriglena berlepschi. Do rodzaju należą następujące gatunki:
- Sipia berlepschi (E. Hartert, 1898) – czerwonook czarny
- Sipia nigricauda (Salvin & Godman, 1892) – czerwonook łupkowy
- Sipia laemosticta (Salvin, 1865) – czerwonook śniady
- Sipia palliata (Todd, 1917) – czerwonook płaszczowy